# AccuRadio
AccuRadio — незалежне, багатоканальне Інтернет-радіо.

## Загальні відомості
Аудиторія AccuRadio складається з близько мільйона слухачів на місяць. За щомісячними звітами Triton Digital's Webcast Metrics AccuRadio, як правило, входить у десятку найпопулярніших потокових мультимедійних систем, хоча ці дані змінюються від місяця до місяця.
Основними конкурентами AccuRadio виступають мережеві вебсервери, такі як Pandora, Slacker і Songza, а також AM/FM радіо, як, наприклад, Clear Channel (iHeartRadio), CBS Radio тощо. Сайт пропонує безкоштовні програми для iOS, Android і WebOS.
AccuRadio містить понад 600 каналів рок, поп, джаз, кантрі, класичної,
 «старої доброї»,  сучасної міської, латиноамериканської, етнічної музики.
Ці категорії є основними рубриками вебсайту й більшість з них розташовані у підменю інших вебсторінок. Вони також містять список обраних радіоканалів. Не всі перераховані канали доступні на окремих сторінках жанру, деякі відсилаються на головну сторінку AccuRadio з міткою «Повний список каналів» (Complete Channel Listing).
Слухачі AccuRadio отримують повну інформацію про твір: назва, виконавець, альбом, композитор, лейбл і рік. Жодний трек не можна скопіювати. До того ж, потік радіомовлення становить 32 кбіт/с, достатній для комфортного прослуховування інтернет-радіостанції, але значно гірший за якість CD. Водночас пропонується посилання на Amazon.com. Якщо користувач таким чином придбав певний альбом, то відсоток з продажу йде на покриття витрат радіо. Таким чином на Амазоні щомісячно продається компакт-дисків на суму майже $ 40 000. Окрім того, згідно з опитуваннями слухачів, радіо безпосередньо впливає на обсяг продажів від $ 200 000 до $ 400 000 інших роздрібних торговців.
AccuRadio розквартирована в Чикаго. Засновник і директор Курт Генсон, який видає «RAIN: Radio and Internet Newsletter». Виконавчий віце-президент з продажу — Майкл Дамські.

## Нагороди
Інтерфейс AccuTunes отримав нагороду Голос народу (People's Voice award) як найкраще радіо на церемонії нагородження Премією Веббі 2008 року. «Це нова концепція Чиказької домашньої сторінки AccuRadio, що пропонує надзвичайно насичені й цікаві плейлисти».